# Deutschbaltische Zeitungen in Estland
Die deutschbaltischen Zeitungen auf dem Gebiet des heutigen Estland (das bis zum Ende des Ersten Weltkriegs das damalige Nord-Livland und Estland umfasste) spielten für die politische, gesellschaftliche und kulturelle Entwicklung der Region eine bedeutende Rolle.
Eckdaten der Geschichte der deutschsprachigen Presse sind das Jahr 1689 mit der ersten, in Tallinn erscheinenden deutschsprachigen Wochenzeitung und das Jahr 1939, als mit der von Hitler propagierten Umsiedlung der Deutschbalten aus Estland die siebenhundertjährige Geschichte der Deutschen in Estland endete.

## Anfänge
Die Geschichte der deutschbaltischen Presse begann am Ende des 17. Jahrhunderts. 1681 erschien im livländischen Riga die erste Zeitung des Baltikums in deutscher Sprache. Acht Jahre später wurde in der estnischen Hauptstadt Tallinn (deutsch Reval) die Revalsche Post-Zeitung (1689–1710) herausgegeben.
Die deutschsprachigen Zeitungen dominierten die Journalistik der damaligen Zeit in den baltischen Provinzen des Russischen Reiches. Bildungssprache in Estland und Livland war traditionell Deutsch, die Sprache des Adels und des Bürgertums. Zentrum der baltischen Presselandschaft war Riga, das ab 1761 mit der Wochenzeitung Rigische Anzeigen über das erste regelmäßige Presseorgan der Region verfügte. Die Rigische Politische Zeitung, die später in Rigasche Zeitung umbenannt wurde, war in der ersten Hälfte des 19. Jahrhunderts das einflussreichste Blatt der Region. 1844 wurde die Rigasche Zeitung erste Tageszeitung des Baltikums. Einflussreiche Blätter für das gesamte Baltikum waren die Düna-Zeitung (1887–1909), daneben auch die ab 1859 in Riga erscheinende Baltische Monatsschrift.

## Tallinn
1772 wurden in Tallinn die Revalischen Wöchentlichen Nachrichten (ab 1798 Revalsche Wöchentliche Nachrichten) ins Leben gerufen. Sie erschienen bis 1852.
Ab 1853 erschien die Estländische Gouvernements-Zeitung (Эстляндские губернские ведомост, von 1869 bis 1917 Эстляндские губернские ведомости), die auch amtliche Mitteilungen brachte. Sie erschien von 1853 bis 1858 einmal, ab 1871 zweimal und von 1872 bis 1885 dreimal die Woche. Ab 1869 wurde sie nur noch in russischer Sprache herausgegeben. Ihr Pendant war die in Riga von 1852 bis 1917 erscheinende Livländische Gouvernements-Zeitung.
Die Revalsche Zeitung (1860–1914) erschien ab 1860 in Tallinn sechs Mal in der Woche. Sie wurde bis 1862 von Friedrich Nikolai Russow, dann von Thomas Wilhelm Greiffenhagen geleitet. Von 1871 bis 1878 war ihr Chefredakteur der Journalist Eugen August Heubel. Dieser gründete 1879 in Tallinn eine zweite deutschsprachige Zeitung, den Revaler Beobachter, die bis 1915 existierte. 1882 gründete der Sohn von Johann Voldemar Jannsen, Harry Jannsen, die Zeitung Die Heimath.
Von 1851 bis 1895 erschien in Tallinn das von der Ehstländischen Literärischen Gesellschaft herausgegebenen Archiv für die Geschichte Liv-, Esth- und Curlands.

## Tartu
In Tartu (Dorpat) erschien von 1789 bis 1875 die Dörptsche Politisch Gelehrte Zeitung, die sich später in Dörptsche Zeitung umbenannte. Sie war anfangs zweimal pro Woche erhältlich, ab 1852 wurde sie vier Mal pro Woche herausgegeben und erschien bis 1875 zuletzt bei Wilhelm Gläser. 1836/1837 erschien kurzzeitig das Wochenblatt Der Refraktor.
Am einflussreichsten war in Tartu die von 1836 bis 1863 erscheinende deutschsprachige Wochenzeitung Das Inland mit dem Untertitel „Eine Wochenschrift für Liv-, Esth- und Curländische Geschichte, Geographie, Statistik und Litteratur“, an der auch viele Esten mitarbeiteten.
1866 gründete Carl Emil Johann Mattiesen die Neue Dörptsche Zeitung. Als im Zeichen der Russifizierung Estlands und Livlands Ende des 19. Jahrhunderts Tartu offiziell in Jurjew (Юрьев) umbenannt wurde, hieß sie Nordlivländische Zeitung (1897–1914).
Von 1862 bis 1864 gab Carl Schirren in Tartu das konservative Dorpater Tageblatt heraus. Einflussreiche Wochenzeitung für das Wirtschaftsleben war die von 1863 bis 1915 erscheinende Baltische Wochenschrift für Landwirtschaft, Gewerbefleiß und Handel. Daneben erschienen in Tartu zahlreiche Fachzeitschriften, unter anderem zur Kultur, Linguistik, Naturwissenschaft, Meteorologie, Medizin und Theologie.

## Andere Städte
Neben den Zentren Tallinn und Tartu gab es auch in den Provinzstädten deutschbaltische Zeitungen.
1811 erhielt Pärnu (Pernau) seine erste Wochenzeitung, die Pernauschen Wöchentlichen Nachrichten. Sie erschien bis 1821.
Als Nachfolger des Pernauschen Wochenblatts, das von 1822 bis 1869 herausgegeben wurde, erschien ab 1869 die Pernausche Zeitung.
Nach einem Versuch, in Viljandi (Fellin) 1859 die Felliner Blätter herauszugeben, erschien ab 1876 der Felliner Anzeiger. In Narva erschienen von 1862 bis 1873 die Narvaschen Stadtblätter. Die erste deutschbaltische Zeitung in Valga (Walk) war 1877/78 das Walksche Annoncenblatt. Länger wurden der Walksche Anzeiger (1883–1906) und der Südlivländische Anzeiger (1907–1915) herausgegeben. Nach kurzen Versuchen, 1875 und 1881 bis 1884 in Võru (Werro) eine Zeitung herauszugeben, erschien ab 1892 der Werrosche Anzeiger. In Rakvere (Wesenberg) erschien von 1880 bis 1912 der Wesenberger Anzeiger, in Haapsalu (Hapsal) ab 1886 das Hapsaler Stadtblatt und in Paide (Weißenstein) von 1900 bis 1912 der Weißensteiner Anzeiger (est. Paide Teataja).
Erste Zeitung der Insel Saaremaa (Ösel) waren die Arensburgischen Wochen- oder Intelligenzblätter, die von 1785 bis 1794 erschienen. In Kuressaare (Arensburg) erschienen 1865 bis 1882 das Annoncenblatt und von 1877 bis 1915 das Arensburger Wochenblatt.

## Erster Weltkrieg und Zwischenkriegszeit
1915 wurden während des Ersten Weltkriegs die deutschbaltischen Zeitungen von den zaristischen Behörden verboten. Während der deutschen Besetzung Estlands von Februar bis November 1918 erschienen einige deutschbaltische Zeitungen erneut. Allerdings kam erst mit der Unabhängigkeit der Republik Estland und der Pressefreiheit im Land das Zeitungswesen wieder in Schwung. 1918/19 erschien die Revaler Zeitung (ab November 1919 bis 1930 unter dem Namen Revaler Bote) sowie von 1917 bis 1920 und wieder ab 1925 die Dorpater Zeitung. Von 1934 bis 1939 war die Deutsche Zeitung Nachfolgerin der Dorpater Zeitung.

## Ende der deutschbaltischen Zeitungen
Mit der von Hitler angeordneten Umsiedlung der Deutschbalten 1939 kurz nach dem Deutsch-sowjetischen Nichtangriffspakt mit der Aufteilung des Baltikums zwischen Deutschland und der Sowjetunion verschwand auch die deutschbaltische Presse in Estland.